# Режим обратной связи по шифротексту

Шифрование в режиме обратной связи по шифротексту

Расшифрование в режиме обратной связи по шифротексту

Режим обратной связи по шифротексту, режим гаммирования с обратной связью (англ. Cipher Feedback Mode, CFB) — один из вариантов использования симметричного блочного шифра, при котором для шифрования следующего блока открытого текста он складывается по модулю 2 с перешифрованным (блочным шифром) результатом шифрования предыдущего блока.
Шифрование может быть описано следующим образом:
{\displaystyle C_{0}=IV}
{\displaystyle C_{i}=E_{k}\left(C_{i-1}\right)\oplus P_{i}}
{\displaystyle P_{i}=E_{k}\left(C_{i-1}\right)\oplus C_{i}}
где {\displaystyle i} — номера блоков, {\displaystyle IV} — вектор инициализации (синхропосылка), {\displaystyle C_{i}} и {\displaystyle P_{i}} — блоки зашифрованного и открытого текстов соответственно, а {\displaystyle E_{k}} — функция блочного шифрования.
Вектор инициализации {\displaystyle IV}, как и в режиме сцепления блоков шифротекста, можно делать известным, однако он должен быть уникальным.
Ошибка, которая возникает в шифротексте при передаче (например, из-за помех), сделает невозможным расшифровку как блока, в котором ошибка произошла, так и следующего за ним, однако не распространяется на последующие блоки.
Существует более сложный вариант использования режима, когда размер блока CFB не совпадет с размером блока шифра:
{\displaystyle {\begin{array}{ll}I_{1}={\textit {IV}}\\I_{j}={\textit {LSB}}_{b-s}(I_{j-1})\parallel C_{j-1}^{\#}&j=2,...,n\\O_{j}=E_{K}(I_{j})&j=1,2,...,n\\\\C_{j}^{\#}=P_{j}^{\#}\oplus {\textit {MSB}}_{s}(O_{j})&j=1,2,..,n\\P_{j}^{\#}=C_{j}^{\#}\oplus {\textit {MSB}}_{s}(O_{j})&j=1,2,..,n\\\end{array}}}
где:
- {\displaystyle b} — размер блока шифра;
- {\displaystyle s} — размер блока CFB (размер сегмента), {\displaystyle 1\leq s\leq b};
- {\displaystyle P_{j}^{\#}} — {\displaystyle j}-й сегмент открытого текста длины {\displaystyle s} бит;
- {\displaystyle C_{j}^{\#}} — {\displaystyle j}-й сегмент шифртекста длины {\displaystyle s} бит;
- {\displaystyle {\textit {MSB}}_{m}(X)} — операция взятия {\displaystyle m} наибольших значащих (старших) бит битовой строки {\displaystyle X};
- {\displaystyle {\textit {LSB}}_{m}(X)} — операция взятия {\displaystyle m} наименьших значащих (младших) бит битовой строки {\displaystyle X};
- {\displaystyle \parallel } — операция конкатенации.